# 11073 Кавелл
11073 Кавелл (11073 Cavell) — астероїд головного поясу, відкритий 2 вересня 1992 року.
Тіссеранів параметр щодо Юпітера — 3,504.